# José da Silva (cầu thủ bóng đá, sinh 1991)
José da Silva Varela (sinh ngày 22 tháng 12 năm 1991), hay trong thể thao Zé, là một cầu thủ bóng đá người São Tomé và Príncipe thi đấu cho Sporting Praia Cruz ở São Tomé và Príncipe Championship ở vị trí tiền đạo. Anh là thành viên của Đội tuyển bóng đá quốc gia São Tomé và Príncipe.

## Sự nghiệp quốc tế

### Bàn thắng quốc tế
Tỉ số và kết quả liệt kê bàn thắng của São Tomé và Príncipe trước.
| #  | Ngày                | Địa điểm                                                    | Đối thủ      | Tỉ số | Kết quả | Giải đấu                            |
| -- | ------------------- | ----------------------------------------------------------- | ------------ | ----- | ------- | ----------------------------------- |
| 1. | 16 tháng 6 năm 2012 | Sân vận động Quốc gia, Freetown, Sierra Leone               | Sierra Leone | 2–4   | 2–4     | Vòng loại Cúp bóng đá châu Phi 2013 |
| 2. | 26 tháng 3 năm 2017 | Sân vận động Thành phố Mahamasina, Antananarivo, Madagascar | Madagascar   | 2–3   | 2–3     | Vòng loại Cúp bóng đá châu Phi 2019 |
| 3. | 24 tháng 3 năm 2018 | Sân vận động Quốc gia Mandela, Kampala, Uganda              | Uganda       | 1–3   | 1–3     | Giao hữu                            |